# ایستگاه گلدن میل
ایستگاه گلدن میل (انگلیسی: Golden Mile stop) یک ایستگاه قطار سبک شهری در حال ساخت در خط ۵ اگلینتون، بخشی از سیستم متروی تورنتو است.